# Sacaromicetals
Els sacaromicetals (Saccharomycetales) són un ordre de fongs ascomicots de la classe dels sacaromicets (Saccharomycetes) que comprèn els llevats que es reprodueixen per gemmació. L'espècie més coneguda es el llevat de cervesa (Saccharomyces cerevisiae) que s'usa per a la producció de cervesa i pa.

## Taxonomia
L'ordre dels sacaromicetals va incloure fins a 12 famílies, però en la darrera revisió només s'ha mantingut una, amb unes 220 espècies; la resta de famílies pertanyen ara a altres ordres:
- Família Saccharomycetaceae